# جان-قاي كاريغنان
جان-قاي كاريغنان هو سياسي كندي، ولد في 3 مايو 1941 في فيكتوريا فيل في كندا. نشط حزبياً في الحزب الليبرالي الكندي ومستقل. وقد انتخب عضو مجلس العموم الكندي عن دائرة Quebec East ‏ وقد انضم خلال فترته النيابية ‏ للكتلة البرلمانية الحزب الليبرالي الكندي.